# Проституция в Доминиканской Республике
Проституция в Доминиканской Республике легальна, но связанные с ней действия, такие как содержание борделей или сутенерство, незаконны. Однако законы о проституции обычно не соблюдаются. По оценкам, от 60 000 до 100 000 женщин работают проститутками в стране, многие из которых из соседнего Гаити.

## Секс-туризм
Доминиканская Республика приобрела репутацию одного из основных направлений международного секс-туризма, хотя деятельность в основном сосредоточена в бедных прибрежных городах (особенно Лас-Терренас, Кабарете, Сосуа и Бока-Чика), где женщины имеют меньше экономических возможностей, чем в крупных городах страны. Иммигранты с Гаити также участвуют в бизнесе секс-туризма, при этом многие проститутки в некоторых районах имеют гаитянское происхождение. На сайтах секс-туризма более светлые доминиканцы предпочитают более темных гаитян, которые вынуждены работать на улицах или в местных барах, а не в более прибыльных высокодоходных районах. Детский секс-туризм — серьезная проблема в стране.

## Детская проституция
Детская проституция представляет собой проблему, особенно в некоторых городских районах в прибрежных городах, но с 2001 года наблюдается снижение детской проституции с усилением работы полиции и снижением коррупции. Иммиграционная и таможенная служба Соединенных Штатов Америки начала судебное преследование лиц, занимающихся детской проституцией. Исследование, проведенное Международной миссией за справедливость в 2015 году, показало, что четверть секс-работников, работающих на улицах, в парках и на пляжах, были моложе 18 лет.

## ВИЧ
Распространенность ВИЧ / СПИДа в Доминиканской Республике оценивается в 0,7 процента, что относительно мало по карибским стандартам. Однако процент секс-работников, по оценкам, намного выше, от 2,5 % до 12,4 %, в зависимости от местности.

## Секс-торговля
По данным Государственного департамента США, Доминиканская Республика является страной происхождения, транзита и назначения для торговли людьми. Женщин и детей из соседнего Гаити, остальных стран Карибского бассейна, Азии и Южной Америки вывозят в страну для принудительной проституции. Колумбийские и венесуэльские женщины, которых привезли в страну, чтобы танцевать в стриптиз-клубах, вынуждены заниматься проституцией.
Доминиканские женщины и дети становятся жертвами торговли людьми в целях сексуальной эксплуатации внутри страны, соседнего Гаити, остальных стран Карибского бассейна, Европы, Южной и Центральной Америки, Ближнего Востока, Азии и США.
После землетрясения на Гаити в 2010 году многие доминиканские проститутки перебрались через границу в Гаити в поисках клиентов среди сотрудников гуманитарных организаций и персонала ООН. Доминиканским женщинам платят больше, потому что у них светлая кожа Dominican women are paid a premium because of their lighter skin..
Управление Государственного департамента США по мониторингу и борьбе с торговлей людьми оценивает Доминиканскую Республику как страну «Уровня 2».